# Южно-Казахстанский областной драматический театр
Шымкентский городской казахский академический драматический театр имени Жумата Шанина — одним из старейших театров Казахстана. Находится в г. Шымкенте. В 1972 году ему было присвоено имя Жумата Шанина.

## История
Первый театральный сезон начался в Чимкенте 1 ноября 1929 года.
В 1934 году был создан Чимкентский областной объединенный драматический театр. Художественным руководителем и главным режиссёром театра стал Раздолин М. В.
В 1949 году драматический театр был перебазирован в г. Уральск, затем вернулся в качестве театра музыкальной комедии. В целях обеспечения дальнейшего роста мастерства и творческой деятельности приказом Чимкентского областного управления культуры 15 ноября 1967 года было произведено разделение областного объединенного театра драмы на казахский и русский. В русском драматическом театре в конце 60-х, а впоследствии и в конце 80-х годов, выступала Айшет Ахмедовна Магомаева (сценический псевдоним Кинжалова), мать знаменитого певца, народного артиста СССР, Муслима Магомаева.

## Спектакли
За годы работы, на сцене театра было поставлено большое количество шедевров национальной и мировой классики.
Ныне в репертуаре театра более 30-ти постановок отечественной и зарубежной классики, а так же современных авторов, среди них:
- «Қозы Көрпеш — Баян Сұлу» М. Ауэзова,
- «Мен ішпеген у бар ма?» И.Файып,
- «Цыган серенадасы» И.Сапарбаева,
- «Аққу-Жібек» Д.Исабекова,
- «Жанпида»  Ч. Айтматова,
- «Кыз Жибек» Г. Мусрепова

## Труппа
- Айша Абдуллина — одна из корифеев театрального искусства Казахстана, народная артистка Казахской ССР
- Аксакал Калмырзаев — Народный артист Казахстана, кавалер ордена Парасат
- Ошат Рахимов — Заслуженный артист Казахстана
- Сапар Отемисов — Заслуженный артист Казахской ССР, кавалер ордена Парасат
- Купия Рахымбердиева — Заслуженная артистка Казахстана
- Еркин Шымыркулов — деятель културы Казахстана и многие другие.